# Tomasa Vélez Sarsfield
Tomasa Vélez Sarsfield (Córdoba, Argentina fl.- Buenos Aires, Argentina, 1876) fue una mujer argentina, vocal de la Sociedad de Beneficencia de Buenos Aires, conocida por haber fundado el 15 de marzo de 1854 el Hospital Braulio Aurelio Moyano para mujeres dementes, el primero en su tipo en Argentina.